# Vai mo'
Vai mo' è il quarto album in studio del cantautore italiano Pino Daniele, pubblicato nel giugno 1981 dalla EMI Italiana.

## Tracce
Testi e musiche di Pino Daniele.
Lato A
1. Che te ne fotte – 3:27
2. Yes I Know My Way – 3:25
3. Notte che se ne va – 2:40
4. Viento 'e terra – 3:26
5. Nun ce sta piacere – 3:25
6. Sulo pe' parlà – 1:19

Lato B
1. Puorteme a casa mia – 4:02
2. Ma che ho – 3:05
3. Un giorno che non va – 3:44
4. Have You Seen My Shoes – 3:00
5. È sempe sera – 1:10

## Formazione
- Pino Daniele – voce, chitarra
- Rino Zurzolo – basso, contrabbasso
- Tony Esposito – percussioni
- James Senese – sassofono tenore (tracce: 3, 7, 10)
- Tullio De Piscopo – batteria, percussioni (tracce: 4, 8, 10)
- Joe Amoruso – tastiere, melodica (traccia: 11)
- Fabio Forte – trombone (tracce: 9, 10)

## Classifiche

### Classifiche settimanali
| Classifica (1981) | Posizione massima |
| ----------------- | ----------------- |
| Italia            | 2                 |

### Classifiche di fine anno
| Classifica (1981) | Posizione |
| ----------------- | --------- |
| Italia            | 14        |